# Автор-виконавець
Пісняр, автор-виконавець (фр. auteur-compositeur-interprète, італ. cantautore, англ. singer-songwriter) — загальна назва сучасних співаків-авторів пісень. Наприклад, термін «кантауторе» виник від поєднання двох італійських слів: cantante (співак, співачка) + autore (автор як композитор і як складувач тексту), і вказує на те, що співак є водночас автором виконуваних пісень. За однією з версій, цей термін був вигаданий у 1959 році Енніо Мелісом (Ennio Melis) та Вінченцо Мікоччі (Vincenzo Micocci). Вперше він згадується у анонімній статті «Хто такі кантауторі?», яка містилась у «Il Musichiere» № 90 від 17 вересня 1960 р.
Окрім того, що у одній особі зливався виконавець та автор, термін давав і характеристику пісні: проста, яка легко запам'ятовується, складена з інтуїтивно вгадуваних мотивів мелодія, невибагливе аранжування, але якісні, гідні уваги та роздумів тексти, які нерідко помилково відносять до поезії, однак це окремий жанр словесної творчості, який може існувати лише у поєднанні з певними музичними формами. Тексти автор-виконавців зачіпають соціальні, політичні, та філософські теми, не нехтують вони також буденними проблемами та людськими почуттями.
Згодом музичний аспект композицій кантауторів дещо ускладнюється, але слово незмінно залишається вагомішим. Проте їх не можна ототожнювати з радянським або російським бардівським рухом, а також з українськими бардами, адже музика італійців набагато професійніша, а тексти менш інфантильні і більш незалежні та актуальні. Не можна їх також ототожнювати з радянськими і пострадянськими професійними авторами-виконавцями на кшталт Юрія Антонова чи В'ячеслава Добриніна, оскільки радянські композитори більше приділяють уваги музиці, а їх тексти головним чином мають ліричний характер і не відрізняються злободенністю. Фактично вони діячі традиційної популярної музики.[джерело?]
Набагато ближчі до італійських кантауторів автори-виконавці Заходу: Америки, Англії, Франції, Бразилії тощо. В Італії аналогічних закордонних музикантів зазвичай називають кантауторе.
Виникнення кантауторів пов'язують з впливом французького шансону, але поступово їхні твори набували все більшого англо-американського звучання. Однак завжди існувала течія кантауторів, яка працювала з традиційною італійською піснею.
У сімдесяті-вісімдесяті роки до кантауторів вже твердо відносять авторів-виконавців, твори яких не мають вищезазначених особливостей жанру; терміном «кантауторе» називають будь-якого виконавця власних пісень. Таким чином, кантауторе — це й Тото Кутуньйо, і Пупо, і Умберто Тоцці, і навіть Адріано Челентано, але у цій статті переважно йдеться про кантауторів у первісному значенні цього слова.

## Історія

### Виникнення
В Італії ця категорія артистів розповсюдилась у другій половині XX ст. Вона сформувалась у декілька шкіл кантауторів, найпомітніші з них: генуезька, римська, неаполітанська, болонська, міланська; згодом цей феномен поширився у масштабі всієї країни. Назви шкіл вказують на місце походження або діяльності їх представників і практично не відображають творчу специфіку: особливості текстів та музики.
Слово «кантауторе» було вигадане у 1959 на студії грамзапису RCA Italiana Енніо Мелісом (Ennio Melis) та Вінченцо Мікоччі (Vincenzo Micocci), при просуванні Джанні Мечча (Gianni Meccia).
Звісно, на той час були артисти, які виконували свої власні пісні: Доменіко Модуньо (Domenico Modugno), Одоардо Спадаро (Odoardo Spadaro), Етторе Петроліні (Ettore Petrolini), Родольфо Де Анджеліс (Rodolfo De Angelis), а глибше у час — Армандо Джілл (Armando Gill), який був першим, хто оголосив своє авторство на тексти та музику пісень, які виконував (він роз'яснював на початку своїх виступів: Вірші Армандо, музика Джілла, виконані Армандом Джіллем).
Першим зафіксованим у музичній хроніці кантауторе був Доменіко Модуньо.
у 1955 він пише «Vecchio frack», після того, як у газеті прочитав новину про самогубство принца Раймондо Ланца ді Траб'я (Raimondo Lanza di Trabia) чоловіка актриси Ольгі Віллі (Olga Villi), який у листопаді 1954 у тридцятирічному віці викинувся з вікна власного палацу на вулиці Сістіна у Римі, А також «La donna riccia/Lu pisce spada» — пісня, що народилась з дійсної історії, яку він прочитав у газеті.
Не можна зрештою забути експериментів групи музикантів Cantacronache з Турина: Фаусто Амодеі (Fausto Amodei), Серджо Ліберовічі (Sergio Liberovici), Мікеле Страніеро (Michele Straniero) та Маргота (Margot), які з одного боку відроджують традиції італійської популярної музикі, а зіншого продукують нові пісні, нерідко у співпраці з такими інтелектуалами як Італо Кальвіно (Italo Calvino) та Умберто Еко (Umberto Eco)? вводячі у тексти нові тематики: смерть на виробництві (La zolfara, 1959), опозиція війні (Dove vola l'avvoltoio, 1961), боротьба за права робітниць (Per i morti di Reggio Emilia, 1960).
Cantacronache розглядаються як попередники експериментів італійських кантауторів. Умберто Еко так висловився про них: "Якби не існували Cantacronache та якби не було наступної діяльності, яку продовжував, поза Cantacronache, Мікеле Л. Страніеро, історія італійської пісні була б іншою. Надалі, Мікеле не став таким відомим, як Де Андре або Гуччіні, але за цією революцією стоїть праця Мікеле, я хотів би це нагадати".

### Шістдесяті роки
До найвидатніших кантауторів 60-х відносять Умберто Бінді (Umberto Bindi) (автор лише музики, щодо текстів, звертався до інших, у першу чергу до Джорджо Калабрезе (Giorgio Calabrese)), Луіджі Тенко(Luigi Tenco), Джіно Паолі (Gino Paoli), Серджо Ендріго (Sergio Endrigo), Бруно Лауці (Bruno Lauzi), Джорджо Габер (Giorgio Gaber), Енцо Янначчі (Enzo Jannacci) (перший, хто зробив героями своїх пісень суспільні низи: бомжів, психічнохворих, повій та жебраків), П'єро Чампі (Piero Ciampi) (насправді лише автор текстів, музику ж писали різні композитори, такі як Джан П'єро Ревербері (Gian Piero Reverberi) або Джанні Маркетті ((Gianni Marchetti)), Фабріціо Де Андре (Fabrizio De André) (хоча, насправді, майже увесь його репертуар написаний у співавторстві з іншими артистами), Ніно Трістано (Nino Tristano), Сільверіо Пізу (Silverio Pisu), Дуіліо Дел Прете (Duilio Del Prete). Зазначені кантауторі спромоглися перейняти чарівливість французького шансону і поєднати її з чуттєвістю італійської canzone.
Ця перша генерація знаходилась під впливом передусім французької пісні, а також італійської популярної пісні; у середині десятиліття до них приєдналися інші кантауторі, такі як Лучіо Далла
(Lucio Dalla), Джан П'єретті (Gian Pieretti), Франческо Гуччіні (Francesco Guccini,), Мауро Лузіні (Mauro Lusini) та Робі Кріспіано (Roby Crispiano), які, навпаки, були під впливом біту (з плином часу дехто з них, як Далла та Гуччіні, розробиливласний музичний стиль та тематику).
Нарешті, до цієї категорії відносяться кантауторі на кшталт Джипо Фарассіно (Gipo Farassino) або Нанні Звампа (Nanni Svampa), які присвятили себе здебільшого пісням на діалектах. Проте Звампа створив у 1964 групу I Gufi, з якою часто записував власні пісні італійською; також Фарассіно наприкінці 60-х нерідко залишає діалект задля написання таких пісень, як антимілітаристська «Ballata per un eroe», «Remo la barca», «La mia città», «Il bar del mio rione», «Avere un amico».
Інші, такі як Паоло П'єтранджелі (Paolo Pietrangeli), Гвальд'єро Бертеллі (Gualtiero Bertelli) та Іван Делла Меа (Ivan Della Mea), були пов'язані з вузько політичною піснею.
Наприкінці десятирічча з'являється кантауторе, Уголіно (Ugolino), який відокремлюється від жанру, щоб наблизиться до типу соціальної авторскої пісні: категоричної, іронічної та сатиричної.
Щодо жіноцтва, одна з найперших кантаутріче — Паола Орланді (Paola Orlandi), яка вже у 1959 записала на власний текст та музику пісню «Voglio l'amore» (Бажаю кохання). У той самий період починають свою кар'єру її сестра Нора Орланді (Nora Orlandi) та Марія Монті (Maria Monti), У другій половині 60-х дебютує Джованна Маріні (Giovanna Marini), яка перед тим входила до складу Cantacronache.
Власне у цьому десятилітті починається взаємодія між авторською піснею та поезією. Першим у цій справі знову став Доменіко Модуньо, який з дозволу автора поклав на музику дві поезії Сальваторе Квазімодо (Salvatore Quasimodo): «Ora che sale il giorno» та «Le morte chitarre». Так про це розповідає апулійський кантауторе: « Коли я попрохав дозволу на цю працю, він відповів, що цього ніколи не дозволяв нікому, але як для Модуньо, то не буде проблем. Потім ми зустрілися та познайомилися у нього вдома: він був особою дуже дивною, закритою, уразливою, яка викликала ніжність.»
Vincenzo Mollica, Domenico Modugno, edizioni Lato Side, 1981, pag. 86
Іншим інтелектуалом, який багато співпрацював з авторською піснею був П'єр Паоло Пазоліні (Pier Paolo Pasolini), який у 1963 надав право Серджо Ендріго використати деякі вірші, видобуті з оповідання «La meglio gioventù»; з ними була створена пісня «Il soldato di Napoleone», яка міститься на першій платівці на 33 оберти істрійського кантауторе.
Постійно Пазоліні співпрацює також з Модуньо. Разом вони написали текст до «Che cosa sono le nuvole».

### Сімдесяті роки
У 70-ті роки, у зв'язку з тогочасними політичними та культурними рухами, ще більше розповсюдилось використання деякими кантауторе пісні у політичних та соціальних цілях. Музичне впливи зсуваються з Франції за Ла-Манш та за океан; головні взірці Боб Ділан (Bob Dilan), Пол Саймон (Paul Simon) та Леонард Коен (Leonard Cohen), однак не бракувало впливів таких авторів як Клаудіо Роккі (Claudio Rocchi).
Серед найважливіших представників цього періоду, окрім вже названих Dalla, De André Та Guccini, знаходимо Франческо Де Грегорі (Francesco De Gregori), Антонелло Вендітті (Antonello Venditti), Едоардо Де Анджеліс (Edoardo De Angelis), Джорджо Ло Кашо (Giorgio Lo Cascio), Ернесто Бассіньано (Ernesto Bassignano), Ренцо Дзенобі (Renzo Zenobi), Ріно Ґаетано (Rino Gaetano), Коррадо Саннуччі (Corrado Sannucci), Маріо Бонура (Mario Bonura), Стефано Россо (Stefano Rosso) пов'язаних з діяльністю римської Фолкстудії (Folkstudio), яка просувала авторську пісню; потім Роберто Веккйоні (Roberto Vecchioni), Клаудіо Лоллі (Claudio Lolli), Маріо Пансері (Mario Panseri), П'єранджело Бертолі (Pierangelo Bertoli), Джорджо Ланеве (Giorgio Laneve), Едоардо Беннато (Edoardo Bennato), Тіто Скіпа (Tito Schipa Jr.), Клаудіо Фуччі (Claudio Fucci), Франко Баттіато (Franco Battiato), Івано Фоссаті (Ivano Fossati) (який починає свою діяльність з прогресив-роковою групою I Delirium), Еудженіо Фінарді (Eugenio Finardi), Альберто Камеріні (Alberto Camerini), Джанфранко Манфреді (Gianfranco Manfredi) (останні троє близькі до діяльності міланського студентського руху), Ріккі Джанко (Ricky Gianco) (вже активний у попередньому десятиріччі, у 70-ті наближається до політичної пісні), Енцо Маолуччі (Enzo Maolucci) та Карло Креді (Carlo Credi), музичне більш близькі до року.
Проте нерідко артисти, яких включають до категорії кантауторів, не є такими у повній мірі, оскільки в дійсності співпрацюють з авторами текстів та музики.
Так Клаудіо Бальоні (Claudio Baglioni) (більшу частину 70-х пише разом з Антоніо Кодджо (Antonio Coggio) музику), Ріккардо Коччанте (Riccardo Cocciante) (чиї тексти написані Амеріго Казеллою (Amerigo Casella) та Марко Луберті (Marco Luberti), потім тільки Луберті і зрештою Моголом (Mogol)) та Ренато Дзеро (Renato Zero) (який пише з різними авторами, від Франки Еванджелісті (Franca Evangelisti) до П'єро Пінтуччі (Piero Pintucci), від Роберто Конрадо (Roberto Conrado) до Даріо Балдана Бембо (Dario Baldan Bembo), і інколи є лише виконавцем.
Той самий випадок і з Лучіо Баттисті (Lucio Battisti),, який почав свою діяльність у попередньому десятиріччі: з цього часу він є автором музики пісень, що співає, а тексти належать Моголу.
Також дещо незвичний випадок Паоло Конте (Paolo Conte), хронологічно його творчість збігається з вищезгаданими артистами, але його музичні витоки — джаз та великі оркестри свінгу 30-х та 40-х років, і його тексти часто описують ситуації того часу (Topolino amaranto, Bartali, Diavolo rosso) або просто уподіблюються до загальної, універсальної поетики (I giardini pensili hanno fatto il loro tempo, Per quel che vale, Chi siamo noi?, наприклад). Конте, окрім того, що співає свою музику та свої тексти, як правило, виконує партію фортепіано.
У другій половині десятирічча досягли успіху такі кантауторе як Піно Даніеле (Pino Daniele), Анджело Брандуарді (Angelo Branduardi), Іван Ґраціані (Ivan Graziani), Рон (Ron), Леано Мореллі (Leano Morelli), Массімо Бубола (Massimo Bubola) та Горан Кузминач (Goran Kuzminac), які у різний спосіб внесли музичне розмаїття у свої композиції.
Кантаутричі, на відміну від своїх колег чоловіків, не домоглися великого успіху в цей період, тому такі імена як Antonella Bottazzi, Maria Teresa Grossman, Roberta D'Angelo, Jamima, Chiara Grillo, Teresa Gatta, Nicoletta Bauce, Dania Colombo, Graziella Calì, Elena Rinaldi лишаються відомими тільки вузькому колу любителів.

### Вісімдесяті роки
У вісімдесяті роки утверджуються виконавці, які, слідуючи тенденціям епохи, адаптують авторську пісню до таких стилів, як
панк, ска, реп та рок; 

До року звертається Васко Россі (Vasco Rossi);
до панку — (принаймні спочатку) Енріко Руджері (Enrico Ruggeri); до Ska — Альберто Камеріні (Alberto Camerini) та Донателла Ретторе (Donatella Rettore); в той час як Джованотті (Jovanotti) приносить успіх реп, спочатку звернений до молоді, як у paninari, а потім до аудиторії, що більше переймається соціальними темами.
Необхідно також згадати таких помітних кантауторе, як Лука Карбоні (Luca Carboni) та Раф (Raf), останній музичне близький до dance.
Інші кантауторе, що у цей період зринають на поверхню: Джуні Руссо (Giuni Russo), Амедео Мінґі (Amedeo Minghi), Маріо Кастелнуово (Mario Castelnuovo), Джерардо Карміне Гарджуло (Gerardo Carmine Gargiulo) та Марко Феррадіні (Marco Ferradini), музичне пов'язуються з італійською мелодією.
У той чи інший спосіб, такі помітні кантауторе як Лука Барбаросса (Luca Barbarossa) або Міммо Локашуллі (Mimmo Locasciulli) надихаються Джеймсом Тейлором (James Taylor) або Томом Вейтсом (Tom Waits);
не нехтують вони однак й такими іменами, як Джан П'єро Алоізіо (Gian Piero Alloisio) або Флавіо Джурато (Flavio Giurato), які знаходячись у колії традицій авторської пісні попереднього десятиріччя, ставлять нові вимоги щодо компонування текстів та музики.
У цей період починають викликати певний інтерес деякі кантаутріче, поміж якими
Джанна Нанніні (Gianna Nannini), пов'язана з рок-музикою, та Ґраціа Ді Мікеле (Grazia Di Michele), яка розташована під впливами етніки і нагадує американських фолк співаків.

### Дев'яності роки
У дев'яності роки утверджуються автори, які об'єднують манеру постмодерну з якостю текстів, яка наближається до рівня їх попередників.
Змішання епох та культур, притаманне цьому часу та стилю, призвело до того, що багато з них обмежили свою творчість лірикою та інтимізмом.
Між найбільш репрезентативних кантауторе цього періоду можна назвати: Самуеле Берсані (Samuele Bersani), Макса Ґацце (Max Gazzè), Нікколо Фабі (Niccolò Fabi), Даніеле Сільвестрі (Daniele Silvestri), Ріккардо СиніҐалліа (Riccardo Sinigallia), Кармен Консолі (Carmen Consoli), Еліза (Elisa), Мао (Mao) та Крістіна Дона (Cristina Donà).

### Двохтисячні роки
У новому тисячолітті з'являються імена Пачіфіко (Pacifico), Карло Фава (Carlo Fava), Джанмаріа Теста (Gianmaria Testa), Морган (Morgan), Серджіо Каммар'єре (Sergio Cammariere), Сімоне Крістіккі (Simone Cristicchi), Макса Манфреді (Max Manfredi), Луки Бонаффіні (Luca Bonaffini) та Вінічо Капоссела (Vinicio Capossela).
Поруч з ними зміцнюється нова зміна кантауторе, яка ще не отримала твердого визнання: Дієго Манчіно (Diego Mancino), Паоло Бенвеньу (Paolo Benvegnù), Марко Паренте (Marco Parente), Піно Маріно (Pino Marino), Серджіо Бассі (Sergio Bassi), Алессіо Леґа (Alessio Lega), Андреа Пароді (Andrea Parodi), Молтені (Moltheni), Чезаре Базіле (Cesare Basile), Васко Бронді (Vasco Brondi), Лео Парі (Leo Pari), Мірко Менна (Mirco Menna), Руді Марра (Rudy Marra), Давіде Ван Де Сфроос (Davide Van De Sfroos), Сузанна Паріджі (Susanna Parigi), Недвард (Nedward), Момо (Momo) та Беатріче Антоліні (Beatrice Antolini).

## Аналогічні іноземні автори-виконавці
До іноземних артистів, які вважаються в Італії кантауторе належать передусім діячі французької пісні: Жорж Брассанс (Georges Brassens), Серж Генсбур (Serge Gainsbourg), Борис Віан (Boris Vian), Барбара (Barbara (Monique Andrée Serf)), Жорж Мустакі (Georges Moustaki), Шарль Азнавур (Charles Aznavour), Жак Брель (Jacques Brel), Лео Ферре (Léo Ferré) або — більш недавно — Рено (Renaud);
англійського фолку та року: (Донован (Donovan), Кет Стівенс)Cat Stevens) та Нік Дрейк (Nick Drake); американці: Вуді Гатрі (Woody Guthrie), Піт Сіґер (Pete Seeger), Боб Ділан (Bob Dylan), Джеймс Тейлор (James Taylor); канадійці; Леонард Коен (Leonard Cohen), Ніл Янг (Neil Young), Джоні Мітчелл (Joni Mitchell); каталонці Хуан Мануель Серрат (Joan Manuel Serrat) та Луіс Льях (Lluís Llach); португалець Жозе Афонсо (José Afonso); чилієць Віктор Хара (Víctor Jara); гватемалець Рікардо Архона (Ricardo Arjona).